# Out of the Blue (álbum de Debbie Gibson)
Out of the Blue es el primer álbum de estudio de la cantante estadounidense Debbie Gibson, publicado el 18 de agosto de 1987, por la compañía discográfica Atlantic Records.

## Sencillos

### Lado 1
1. Out of the Blue 3:55
2. Staying Together 4:07
3. Only in My Dreams 3:54
4. Foolish Beat 4:25
5. Red Hot 3:54

### Lado 2
1. Wake Up to Love 3:42
2. Shake Your Love 3:44
3. Fallen Angel 3:43
4. Play the Field 4:37
5. Between the Lines 4:42